# 456 Abnoba
456 Abnoba eller 1900 FH är en asteroid i huvudbältet, som upptäcktes 4 juni 1900 av de tyska astronomerna Max Wolf och Friedrich Karl Arnold Schwassmann i Heidelberg. Den är uppkallad efter det Romerska namnet på ett skogsområde i södra Tyskland.
Asteroiden har en diameter på ungefär 37 kilometer.